# KaS Product
Pour les articles homonymes, voir Kas.
KaS Product est un groupe de cold wave français, originaire de Nancy, en Meurthe-et-Moselle. Il est formé en janvier 1980 par Mona Soyoc et Spatsz. Le duo sort trois albums entre 1982 et 1986 avant de se séparer en 1988. Au cours des années 2000, ils se reforment épisodiquement afin de donner des concerts.

## Biographie

### Formation
KaS Product est formé en 1980 par la chanteuse et guitariste Mona Soyoc et le claviériste Spatsz (de son vrai nom Daniel Favre, né à Loisy en 1957, décédé le 1er février 2019). Soyoc est née à Stamford dans le Connecticut. Elle joue dans des clubs de jazz avant de rencontrer Spatsz. Chargé des synthétiseurs et boîtes à rythmes, celui-ci est un ancien infirmier psychiatrique,.

### Carrière
En 1980, le groupe sort un premier 45 tours quatre titres, Mind / Seven, et le maxi 45 tours Play Loud. La musique de Kas Product est chroniquée dans la presse musicale britannique et soutenue par des critiques comme Jean-Eric Perrin, responsable de la rubrique « Frenchy but chic » du magazine musical français Rock & Folk. En 1981, Kas Product joue en première partie d'une tournée de Marquis de Sade. Leurs deux premiers albums Try Out et By Pass, coproduits par Gérard N'Guyen,, sont édités par la branche française de RCA. En 1985, le duo est signé par Disc'AZ, qui édite le 45 tours Shoo Shoo. Leur troisième album, Ego Eye, sort en 1986. Le groupe se sépare deux ans plus tard. Try Out et By Pass sont réédités par le label Last Call Records en 1994 puis à nouveau en 2012 par Ici, d'ailleurs... qui rééditera aussi Ego Eye en 2015.
En 2004, leur chanson So Young but So Cold donne son titre à la compilation So Young but So Cold: Underground French Music 1977-1983, réalisée par le DJ Ivan Smagghe et le producteur Marc Collin. Éditée par Tigersushi, elle rassemble des artistes de la scène électronique française des années 1980, comme Jacno et les Mathématiques Modernes,. L'année suivante, les deux premiers albums du duo sont remasterisés et réédités par le label Les Disques du Soleil et de l'Acier. Depuis lors, le groupe se reforme épisodiquement. En 2005, ils donnent un concert aux Eurockéennes de Belfort, puis à Paris à La Locomotive,. En 2009, Bertrand Lamargelle leur consacre une biographie, publiée par les Éditions du Camion blanc. Kas Product se produit dans le cadre du festival Souterrain de Nancy en 2011, puis du Nancy Jazz Pulsations en 2013.

### Autres activités

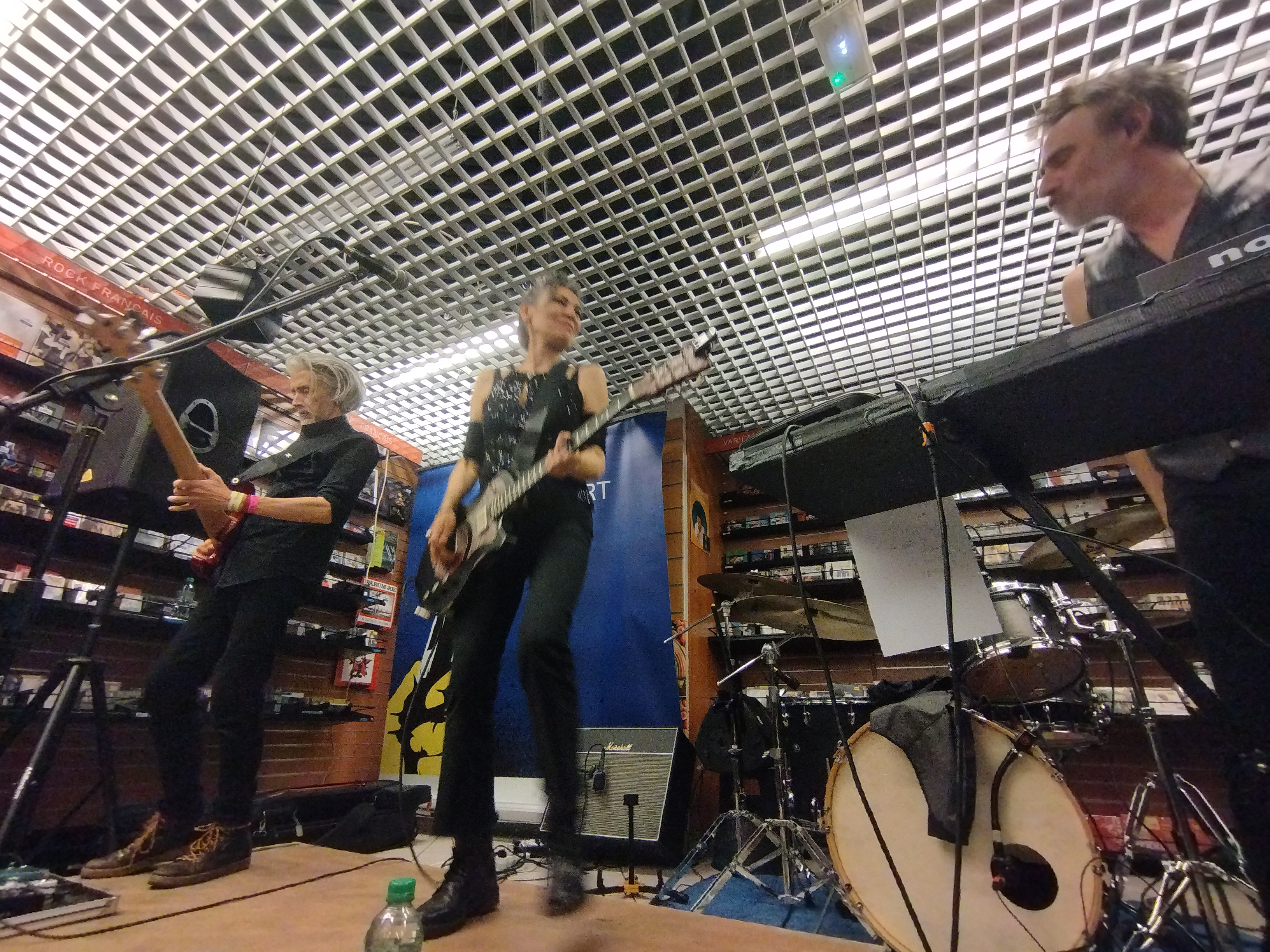
KaS Product en showcase à Gibert Joseph, en avril 2023.

Mona Soyoc est invitée sur l'album Organique de Zend Avesta, enregistré en 2000. En 2006, elle compose de nouveaux morceaux et se produit en solo à l'occasion du festival Les femmes s'en mêlent. En 2009, elle participe à l'enregistrement de Team Up, second album du groupe nancéien Variety Lab, sur lequel elle interprète Money (That's What I Want), chanson écrite par Berry Gordy et Janie Bradford. En 2018 Mona Soyoc sera invité dans l'album "Originul" de Cadillac, ou elle chantera dans le titre "Arkboot".
En 2024, Mona Soyoc apparait dans le film Les Reines du drame, dans lequel elle interprète également la chanson Déchet d'amour.

## Style musical
KaS Product combine des riffs de guitare et des ambiances synthétiques,, dans un style qualifié de « minimalisme hypnotique ». Ils sont considérés comme des précurseurs de l'electroclash,,.
La voix de Mona Soyoc est comparée à celle de Siouxsie,. Le titre TinaTown évoque certains morceaux électro-atmosphériques de l'album Kaleidoscope de Siouxsie and the Banshees.
KaS Product peut être considéré comme l'un des groupes majeurs de la scène new wave en France.

## Discographie

### Albums studio
- 1982 : Try Out (RCA Victor)
- 1983 : By Pass (RCA Victor)
- 1985 : Shoo Shoo (Pussy Disc / Disc'Az)
- 1986 : Ego Eye (Disc'Az)
- 2025 : Reloaded (Verycords)

### Compilations
- 1990 : Black & Noir (Fan Club Records / New Rose)